# 姚运良
姚运良（1912年—1980年），中国人民解放军将领、中国人民解放军开国少将。

## 生平
曾任中国人民解放军31军副军长。1955年，授予中国人民解放军少将。